# عماد فغالي
عماد فغالي (4 أبريل ؟) ممثل وممثل صوت لبناني.

## فيلموغرافيا

### تلفاز
- عز الدين القسام. (صوت فقط)
- مسلسل ثبات ونبات.2009
- مسلسل سارة.2009
- مسلسل الغالبون 2.2012
- مسلسل لعبة الموت. 2013
- اخترب الحي - فادي.2014[3]

### أفلام
- فيلم المشهد الأخير 2005

### أدوار الدبلجة
- آليس في بلاد العجائب (فيلم 1951) - مارش هير (النسخة العربية الفصحى)
- باتمان (مسلسل رسوم متحركة 1992) (الدبلجة اللبنانية)
- باك مان ومغامرات الأشباح - سبايرال (الموسم الثالث)
- باغز: إنتاج لوني تونز - كال
- بولت (فيلم 2008) (النسخة العربية الفصحى)
- حياة حشرة - ماني (النسخة العربية الفصحى)
- سيارات - لايتنينغ مكوين (النسخة العربية الفصحى)
- سيارات 2 - لايتنينغ مكوين (النسخة العربية الفصحى)
- طائرات - داستي كروبوبر
- طائرات: حرائق وإنقاذ - داستي كروبوبر
- الطباخ الصغير - لالو (النسخة العربية الفصحى)
- العم جدو
- فوق - ألفا (النسخة العربية الفصحى)
- مختبر نينا - لوقا
- كامب لازلو - لازلو
- بايبي لوني تيونز - دافي
- عالم غامبول المدهش - دانيال
- كوكب الكنز (النسخة العربية الفصحى)
- المختار الثقفي - منذر
- من ألف ليلة وليلة
- وال إي - أوتو، حاسوب السفينة (النسخة العربية الفصحى)
- يوسف الصديق
- يوميات مادي
- يوم غائم مع فرصة للحصول على كرة اللحم - فلينت لوكوود
- كريغ من الجدول - كريغ
- مستر مان شو - فضولي، مزعج، متطلب (الموسم الأول)/شاكي (الموسم الثاني)، متوتر

## وصلات خارجية
- عماد فغالي على موقع IMDb (الإنجليزية)
- عماد فغالي على موقع قاعدة بيانات الأفلام العربية